# Le Christ interdit
Pour plus de détails, voir Fiche technique et Distribution.
Le Christ interdit (Il Cristo proibito) est un film italien réalisé par Curzio Malaparte et sorti en 1951.

## Synopsis
Bruno revient dans son village de Toscane après la fin de la Seconde Guerre mondiale durant laquelle il a combattu sur le front russe et où il a été fait prisonnier. Il retrouve sa famille, mais pas son frère, abattu par les soldats allemands sur dénonciation d’un habitant du village. Personne dans sa famille ne veut lui parler de ce qui s’est passé. Sa fiancée lui avoue qu’elle a couché avec son frère le soir où il a été assassiné. Bruno veut quand même venger son frère. Le jour de la fête à Marie, un harangueur demande aux habitants si quelqu’un est prêt à se donner la mort pour conjurer les péchés des autres, et personne ne se sacrifie. Le sacrifice du Christ est-il donc interdit, à présent ? Antonio, un humble tonnelier que tout le monde considère comme un saint, car il donne son argent aux pauvres, est la seule personne que Bruno estime en dehors de sa famille. Celui-ci lui avoue qu’il a tué un homme en Amérique ou en Australie, et qu’il vit dans le dénuement pour expier ce crime. Quand il lui annonce que c’est lui qui a dénoncé son frère, Bruno lui plante un couteau dans la poitrine, mais Antonio lui avoue alors qu’il s’est accusé d’un péché qu’il n’a pas commis pour imiter le Christ et racheter la faute du dénonciateur. Lorsque Bruno revient chez lui, sa mère lui révèle le nom du coupable, mais Bruno renonce à sa vengeance.

## Fiche technique
- Titre original : Il Cristo proibito
- Titre français : Le Christ interdit
- Réalisation, scénario et dialogues : Curzio Malaparte
- Décors : Orfeo Tamburi, Leonida Marulis
- Photographie : Gabor Pogany
- Son : Venanzio Biraschi
- Montage : Giancarlo Cappelli
- Musique : Ugo Giacomazzi
- Production : Eugenio Fontana
- Société de production : Excelsa Film (Italie)
- Sociétés de distribution : Minerva Film (Italie), Omnium International du Film (France), Tamasa Distribution (international)
- Pays d'origine :  Italie
- Langue originale : italien
- Format : 35 mm — noir et blanc — 1,33:1 — monophonique
- Genre : drame
- Durée : 95 minutes
- Dates de sortie :  24 mars 1951,  6 juin 1951
- (fr) Classifications CNC : tous publics, Art et Essai (visa d'exploitation no 11498 délivré le 5 juin 1951)

## Distribution
- Raf Vallone : Bruno Baldi
- Elena Varzi : Nella
- Gino Cervi : le sacristain
- Alain Cuny : « Maître Antonio »
- Philippe Lemaire : Pinin
- Anna Maria Ferrero : Maria
- Rina Morelli : la mère de Bruno
- Gualtiero Tumiati : le père de Bruno
- Luigi Tosi : Andrea
- Ernesta Rosmino : une vieille dame

## Production

### Genèse
Curzio Malaparte avait d'abord songé à une œuvre conçue comme un prolongement de son célèbre roman La Peau (1949). Son intérêt croissant pour le cinéma et les conseils conjugués de ses amis, l'écrivain Daniel Halévy et le peintre Orfeo Tamburi, le conduisent à abandonner le projet littéraire pour le transformer en scénario. « Le cinéma en plein essor des Rossellini, De Sica, De Santis et autres... […] Le tentait beaucoup plus, car il avait pu en observer l'impact sur un public désorienté par cinq années de massacre et de souffrance ».

### Casting
Malaparte avait pensé à des acteurs français et, notamment, à Pierre Fresnay pour le rôle principal. C'est à ce dernier qu'il confie ses intentions : « Je veux que mon film ne soit pas un « fait divers », ni une histoire romancée, ni une « aventure » plus ou moins mondaine, ni une chronique néoréaliste. […] Mais, plutôt un film qui soit populaire sans être banal ; et qui pose un problème non point spécifiquement italien. […] Mais commun à tous les hommes de nos jours, de n'importe quel pays : le problème de la justice, de l'amour, de la responsabilité personnelle et collective ».

### Tournage
Extérieurs en Italie : Sarteano (maison de famille de Bruno et Nella) et Montepulciano (scènes de rue) dans la Province de Sienne (Toscane).

## Accueil
- Film singulier, dont le « ton oscille entre le mélodrame et la tragédie spirituelle »[2], Le Christ interdit provoqua, à sa sortie, des controverses publiques parfois violentes. Georges Sadoul qualifia le film de « néofasciste »[3].
- Le Christ interdit semble effectivement une œuvre étrange « qui développe une idéologie insaisissable, où se côtoient revendications sociales (le partage des terres), désir de vengeance, renvoi dos-à-dos des victimes et des bourreaux. […] Et dans laquelle se lisent les contradictions de lendemains de guerre sans apaisement possible »[3].
- Le martyre christique : sous la plume de Jean-Christophe Ferrari, dans la revue Positif, nous pouvons lire l'analyse suivante : « Si toute forme de martyre christique est aujourd'hui prohibée, pourquoi maître Antoine (Alain Cuny) se l'autorise-t-il ? Et s'il se sacrifie vraiment, pourquoi Bruno (Raf Vallone) n'est-il pas pardonné à la fin ? L'incertitude du propos provoqua malaise ou perplexité chez les critiques de l'époque, soit au nom de l'orthodoxie catholique (Henri Agel, Xavier Tilliette), soit par méfiance de principe envers toute espèce de propagande esthétique (André Bazin). Les commentateurs les plus remontés… […] Allèrent jusqu'à condamner une astucieuse tentative de justification, voire d'amnistie (la dénonciation de la responsabilité collective permettant d'oublier celle, individuelle, de l'auteur), et une expression de la « pingrerie morale et de la niaiserie » de l'écrivain cinéaste, car Curzio Malaparte (ne l'oublions pas) traînait le boulet de son passé fasciste »[4].

## Distinctions

### Récompenses
- Festival de Berlin 1951 : prix spécial honorifique de la Ville de Berlin.
- National Board of Review 1953 : prix du meilleur film étranger.

### Sélection
Le film a été présenté en sélection officielle au Festival de Cannes 1951.